# Посетиоци
Посетиоци (фр. Les Visiteurs) је француска научно-фантастична комедија из 1993. године у режији Жан Мари Поареа.

## Радња
Поносни витез, гроф Годфроа, миљеник краља Луја Дебелог, 1123. године несрећним случајем убија несуђеног таста. Да би спасао свој образ и повратио наклоност своје веренице, потражио је помоћ чаробњака. Помало заборавни чаробњак је смућкао напитак који је требало да њега и слугу Смрду Мудића врати у прошлост где ће исправити грешку, али уместо тога добацио их је чак до 20. века. Са хиљаду година пропуштеног времена уклапање у нову цивилизацију је прави урнебес који изазива смех до суза.

## Улоге
| Глумац           | Улога                                              |
| ---------------- | -------------------------------------------------- |
| Жан Рено         | Годфроа од Монмираја                               |
| Кристијан Клавје | Смрда Мудић / Жак-Анри Мудрић                      |
| Валери Лемерсје  | Френегонда од Пуја / грофица Беатриса од Монмираја |
| Патрик Биржел    | војвода Фулберт од Пуја, Френегондин отац          |
| Кристијан Бижо   | Жан-Пјер Гулар                                     |
| Мари-Ан Шазел    | Жинета Саркле                                      |
| Изабел Нанти     | Фабјен Морло                                       |
| Жерар Сети       | Едгар Берне                                        |
| Жан-Пол Миел     | наредник Ложи Жибон                                |
| Пјер Виал        | чаробњак Евзебије / господин Фердинанд             |
| Дидје Пен        | Луј VI Дебели                                      |
| Олга Секулић     | Хилда                                              |

## Локације
Комплетан филм је снимљен у Француској, на више локација:
- Замак Монмирај је замак Ерменонвил, у насељу Ерменонвил, у департману Оаза.
- Средњовековни замак је тврђава Каркасон у граду Каркасону, у департману Од.
- Беатрисина кућа се налази у департману Ивлин.

## Занимљивости
- Годфроа од Монмираја у филму има надимак „Храбри“.
- Титула Годфрое од Монмираја у филму гласи: „Годфроа Амори од Малфета, гроф од Монмираја, Апремона и Папенкура, син Алдебера од Малфета“.